# Mullaitivu
Mullaitivu (en tamoul :  முல்லைத்தீவு; translitéré Mullaittīvu; en singhalais : මූලදූව) est une petite ville située sur la côte nord-est du Sri Lanka. Elle est le chef-lieu du district de Mullaitivu dans la province du Nord.
Elle a été très endommagée par le tsunami dû au tremblement de terre du 26 décembre 2004.

## Histoire
En 1996, les Tigres de libération de l'Îlam tamoul (LTTE), mouvement indépendantiste tamoul engagé dans la guerre civile du Sri Lanka, y ont remporté une bataille contre les Forces armées sri lankaises.
Les Tigres de mer, branche navale du LTTE, y ont établi une base navale, commandée par le colonel Soosai et de nombreux affrontements maritimes se sont déroulés au large entre les navires tamouls et la marine gouvernementale sri lankaise notamment en avril 2001 la  bataille de Mullaitivu-Chalai et la bataille au large de Mullaitivu
Le 25 janvier 2009, l'armée Sri Lankaise a pris le contrôle de Mullaitivu après des combats contre 2 000 tigres tamouls qui le 24 janvier avaient fait sauter un barrage pour tenter de la ralentir. Il s'agissait de la dernière ville aux mains des indépendantistes.

## Référence
1. ↑  (fr) Sri Lanka: l'armée a pris la dernière ville des rebelles tamouls, AFP; 25 janvier 2009